# الخيال (محافظة خيبر)
الخيال قرية من قرى محافظة خيبر في منطقة المدينة المنورة في السعودية، تقع شمال المدينة المنورة